# Silometopoides
Silometopoides là một chi nhện trong họ Linyphiidae.